# Harald Schneider (jurist)
Carl Harald Victor Schneider, född den 18 juni 1892 i Kristianstad, död den 30 april 1976 i Ljungby, var en svensk jurist. Han var son till Victor Schneider.
Schneider avlade juris kandidatexamen vid Uppsala universitet 1917. Han blev assessor i Göta hovrätt 1924, tillförordnad revisionssekreterare 1926, hovrättsråd 1930 och ordinarie revisionssekreterare 1935. Schneider var häradshövding i Sunnerbo domsaga 1936–1959. Han blev riddare av Nordstjärneorden 1933 och kommendör av andra klassen av samma orden 1948. Schneider vilar på Yttergrans kyrkogård.